# Papel-pluma

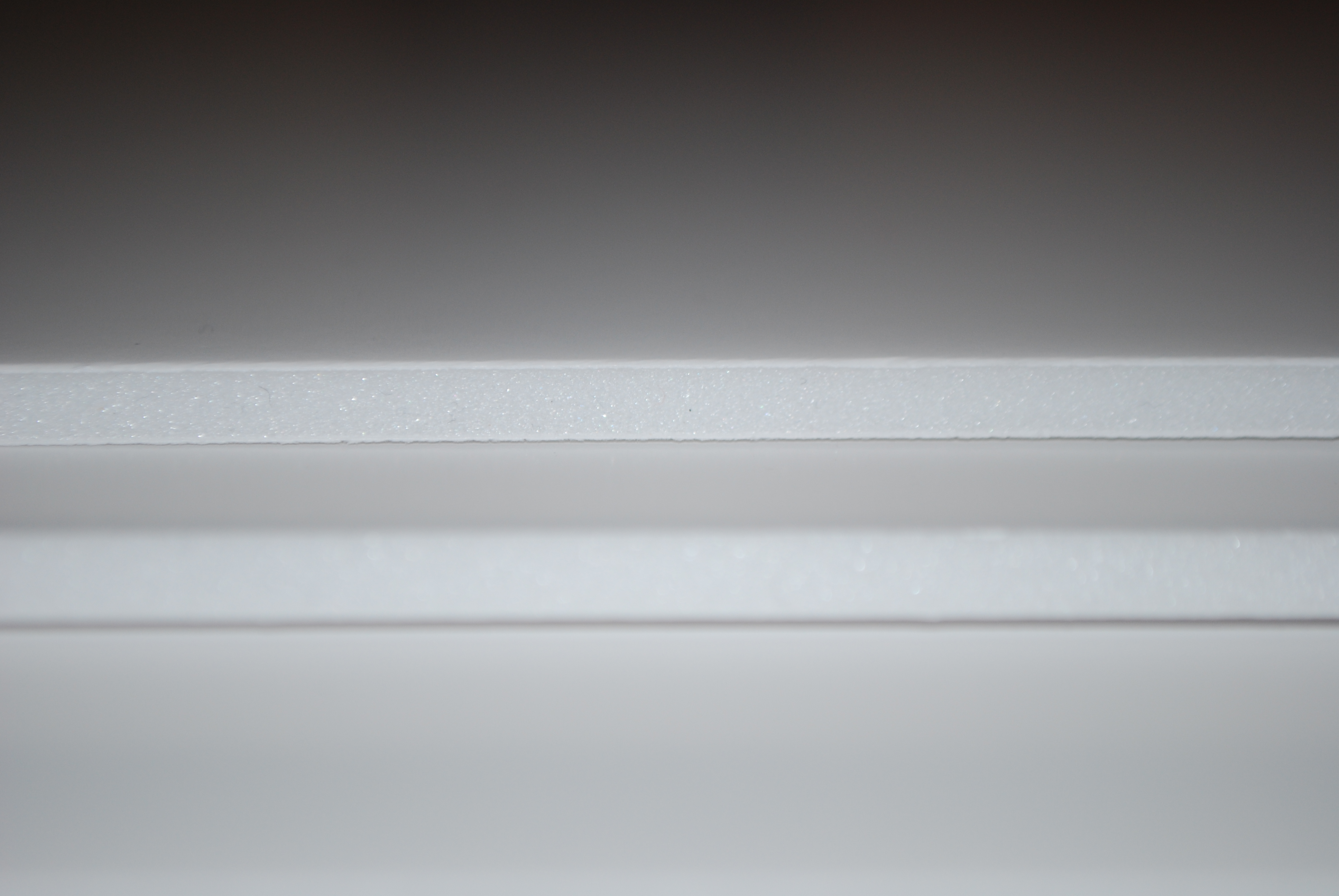
Folhas de foamboard

Papel-pluma, foamcore ou foam board é um material leve e de fácil corte utilizado na montagem de fotografias, como fundo de molduras, em modelagem tridimensional e pinturas. Este material também está na categoria referida como "Espuma com faces de papel". Consiste de três camadas – uma camada interna de espuma de poliestireno com as camadas exteriores de papel kraft.

## História
O papel-pluma original foi feito com espessuras de 3mm e 5mm para a empresa gráfica pela Monsanto com o nome comercial "Fome-Cor" em 1957.  Monsanto foi vendida para a International Paper em 1993, e atualmente o negócio é operado pela companhia 3A Composites. Possui espessuras de 1,5mm a 15mm. Não é reciclavel ou biodegradável em situações normais.